# Warenlehre

Definitionen von Waren

Die Warenlehre ist die naturwissenschaftliche Thematik der Waren. Deren Lehre bildet eine Grundlage für ökologisches und wirtschaftliches Handeln im Privathaushalt, im Betrieb sowie im öffentlichen Haushalt. Mit naturwissenschaftlichem Ansatz ist sie die Lehre zur wirtschaftlichen und ökologischen Bedeutung der Waren, im Hinblick auf deren Beschaffenheit in Produktion, Allokation, Konsumtion. Die Warenlehre dient in den Wegen der Ressourcen zum Nutzen dem theoretischen Rahmen der Warenkunde.
Die Warenwissenschaft oder Warenlehre ist damit ein Generalismus, der sich der Komplexität von „Ware“ widmet. Sie befasst sich transdisziplinär mit der Untersuchung der gesamtwirtschaftlichen Funktion der Waren und fachdidaktisch mit der Vermittlung von Orientierungswissen in den beruflichen Fach- und Oberschulen. Die Warenlehre ist dort im Überblick die Lehre von Produktion, Gebrauch und Entsorgung von Waren, sowie den Zusammenhängen zwischen Waren, Konsumenten und Umwelt.
In der naturwissenschaftlichen Thematik der physischen Ökonomie geht es um die Verfügbarkeit der Ressourcen, um die raum-zeitlichen Grundlagen des Wirtschaftens: Materie, Energie und Information. In der transformierenden Ökonomie (Technologie) werden die aus der physischen Ökonomie stammenden Ressourcen physikalisch und/oder chemisch umgewandelt und zu Waren für den menschlichen Gebrauch transformiert. In der sozialen Ökonomie geht es nicht um die Herstellung von Waren, sondern um deren Verteilung und Konsum der Produkte, um die Mechanismen und Kriterien der Allokation der Waren (Wirtschaftliche Warenlehre).
Naturwissenschaft, Technologie, Nachhaltigkeit sind die fachdidaktischen Elemente der Warenwissenschaft. Das dreigliedrige Lehrgebäude ist aus der Physikalischen Ökonomie zur Zeit der Aufklärung entstanden und bildet den theoretischen Rahmen, damit ist sie eine soziale Naturwissenschaft.
Die Ganzheitlichkeit der Fachausrichtung fokussiert auf den vom physischen Verhältnis des Menschen zu seiner Umwelt ausgehenden biologischen und kulturellen Zweck der Ware. Diese teleologische Verbindung zwischen Wirtschaft und deren Umwelt hat Nicholas Georgescu-Roegen (1906–1994) als „Bioeconomics“ bezeichnet.
Die Warenwissenschaft begreift die Ware als Wirtschaftsgegenstand insgesamt und geht von einem naturwissenschaftlichen Zugang zur Realökonomie aus. Die Warenlehre unterscheidet in der Abfolge zwischen Naturwert als physische Ressourcen, den Gebrauchswerten und Tauschwerten im Sozialwert der Waren. Sie betrachtet die Ware als Gesamtheit der Mittel zur Bedürfnisbefriedigung, die als Gegenstand des Handels und als Gegenbegriff zu Geld in Betracht kommen.

## Warenlehre und Warenkunde
In der naturwissenschaftlich orientierten Warenlehre gilt Viktor Pöschl (1884–1948) mit seinem Hauptwerk „Prinzipien natürlicher Ordnung in Technik und Wirtschaft. Eine Einführung in die Wirtschaftswissenschaft, insbesondere in die Technologie und Warenkunde“ (1947) als richtungsweisend, so wie die Warenkunde zumeist theorielos betrieben wurde. Die im Überblick wissenschaftliche Befassung bezeichnete Ernst Beutel (1877–1944) als unentbehrlich für jene, die richtungsgebende Verantwortung im Wirtschaftsleben tragen. Die Ware in ihrer ganzheitlichen Bedeutung bezeichnete Otto Gekeler (1913–1999) als „Elementarform“ des Wirtschaftens.
Die Warenkunde baut auf den Naturwissenschaften auf und benutzt zur Beschreibung der Waren die in der Naturgeschichte üblichen Fachausdrücke. Da die Waren unmittelbar oder mittelbar den drei Naturreichen entstammen, pflegt die Warenkunde die Waren aus dem Pflanzenreich, dem Tierreich und dem Mineralreich zu unterscheiden. Die Warenlehre begreift die Ware als lebensdienliche Mittel zur Bedürfnisbefriedigung und fasst die wichtigsten Warengruppen analog zur Biologie nach den Gesichtspunkten des Gebrauchswertes zu Warenkategorien zusammen: Warenart, Warengattung, Warenfamilie (als Unter- u. Obergruppen) und Warenordnung (Warenbereiche: Gebrauchs- und Verbrauchswaren).
Die Warenlehre ist ganzheitlich angelegt, von den natürlichen Ressourcen ausgehend behandelt sie die Waren in deren „Life-Cycle“ von der Produktion über den Konsum bis hin zur Entsorgung. Zum Warenkreislauf erfasst die allgemeine Technologie der Ware als Technosphäre die Wechselbezüge von Gesellschaft, Wirtschaft und Umwelt. Im Konzept geht die Umweltorientierung der Warenwissenschaft auf Artur Kutzelnigg und in Konkordanz mit Georgescu-Roegen die „Biologie und Warenlehre“ auf den Ordinarius für Warenwissenschaft Josef Hölzl zurück.

## Integrationsfach an den kaufmännischen Schulen Österreichs
Im Unterschied zur Warenwirtschaftslehre (= Wirtschaftliche Warenlehre) wird die physische Ökonomie, der naturwissenschaftliche Zugang zu den Waren und den Wirtschaftswissenschaften, betont. Die Warenlehre geht daher von dem Verhältnis aus, das zwischen dem Menschen und seiner Umwelt besteht, denn alle sozioökonomische Wertschöpfung basiert auf Natur. Stoffstromanalysen und Abfallwirtschaft sowie Energiestrombilanzen sind naturwissenschaftliche Anwendungen auf die Realökonomie. Die Warenwissenschaft ist eine soziale Naturwissenschaft, in Hinblick auf die Ressourcen eine wirtschaftsorientierte Humanökologie, in physischer Orientierung an der Ökonomie ein bioökonomisches Fach. Sie befindet sich an der Schnittstelle zwischen Natur- und Wirtschaftswissenschaften, in Reflexion gesellschaftlicher Naturverhältnisse hat die Warenlehre den Kontext zur Sozialen Ökologie. Die soziale Ökologie ist realökonomischer Hintergrund des Kapitals.
In Österreich ist die Warenlehre an den kaufmännischen Schulen im Gegenstand „Biologie, Ökologie und Warenlehre“ ein integratives naturwissenschaftliches Fach, vom „Naturgeschichtlich-warenkundlichen Unterricht“ abgeleitet. In der Lehrplanreform 2014 wurde der Gegenstand umbenannt. In den Handelsschulen wird 3 Jahre lang der Gegenstand Angewandte Naturwissenschaften und in den Handelsakademien wird der Gegenstand Naturwissenschaften in den ersten 4 Jahrgängen und Technologie, Ökologie und Warenlehre im 5. Jahrgang unterrichtet. Darüber hinaus können in Seminaren, Freigegenständen und Unverbindlichen Übungen Vertiefungen in Teilbereichen des Faches vermittelt werden. Dazu wurden u. a. die folgenden Lehrpläne erlassen: Handelsschule – Lehrplan 2014, Handelsakademie – Lehrplan 2004 (auslaufend), Handelsakademie – Lehrplan 2014.

### Zur biologischen Bedeutung von Ware und Wirtschaft
Die Gesellschaft ist ein Teil der Biosphäre. Die Schnittstellen zwischen der Gesellschaft und der Biosphäre sind die „materia prima“ der Bioökonomik (so gedacht ist die biophysikalische und wirtschaftsphysiologische Grundbedeutung dieses Begriffs). Der Mensch strebt danach, sein Lebensumfeld und seine Lebensbedingungen optimal zu gestalten und seine Lebensfunktionen zu erhalten.
Die Sonderstellung des Menschen in der Biosphäre ist, dass er mithilfe von Politik seine Bedürfnisse zu befriedigen und das Überleben der Nachkommen zu sichern versucht. Die Fragen nach dem Einfluss von Macht und Politik auf die Produktion von Waren und das Wissen um die Praktiken verschiedener Akteure sind Gegenstand der Politischen Ökologie.
Die Bioökonomik ist eine im Interesse der Lebensfähigkeit transdisziplinäre Verbindung von Biologie und Ökonomie, die strukturellen Mittel zur Lebenserhaltung und Lebensqualität sind die Waren. Der Gebrauchswert der Ware ist dessen bio-kultureller Zusammenhang zur Gesundheit. Waren sind die (biologischen) Mittel zur Bedürfnisbefriedigung, die als (kultureller) Gegenstand des Handels in Betracht kommen, insofern sind sie der (ökonomische) Gegenbegriff zu Geld.
Im Mittelpunkt der Wirtschaft steht der Mensch als Wirtschaftssubjekt, die Ware ist das Wirtschaftsobjekt: zu unterscheiden ist zwischen den funktionalen, institutionellen und gesamtwirtschaftlichen Interessen. Waren sind über deren materielle Beschaffenheit hinaus auch Wissensträger, die Problemlösungskapazität der Ware beruht auf der in sie investierten Information. Der technologische Hintergrund hat eine operative, strategische und normative Dimension. Wirtschaftsethisch kommt der Ware – Lebensmittel und Mittel zum Leben – die integrative Aufgabe der sozioökonomischen Zukunftsfähigkeit und der biologischen Lebensfähigkeit zu: Biokratie ist ein im Kontext der Bioökonomie diskutiertes Konzept, in dem die Ware als biointelligentes Prinzip des Wahrens bei Rückbesinnung auf die Physiokratie zum aktuellen naturwissenschaftlichen Stand betrachtet wird. Im Bedingungsgefüge von Ökologie-Ökonomie-Gesellschaft ist die Warenlehre auf Grundlage naturverstehender Wirtschaftsweise als Nachhaltigkeitslehre anzusehen.
In ökologischer Sicht ist alles menschliche Wirtschaften eine durch Arbeit bewirkte Erweiterung des menschlichen Stoffwechsels: Die biologische Leistung und kulturelle Aufgabe der Wirtschaft ist die Erhaltung und Verbesserung der Qualität menschlichen Lebens. Es ist das primäre Sachziel der Wirtschaft; daran zu „verdienen“ ein sekundäres Formalziel. Die Warenlehre führt damit – in Unterscheidung zwischen Ökonomik und Chrematistik – zum Gegenstandsbereich der Verbraucherbildung. Der betriebswirtschaftliche Zugang zur Warenlehre ist die Warenwirtschaftslehre (engl.: Trade & Commerce), die sich an der Ware als Gegenstand des Handels (engl.: Commodity, Handelsware) am Tauschwert und dem Bedarf orientiert. An Warenbörsen werden fungible Naturprodukte gehandelt. Für die Wertschöpfung aus Naturprodukten ist das Stoffstrommanagement bedeutend. Im Weg von den Ressourcen zum Nutzen verbindet das Systemdenken die Warenlehre mit der lebensdienlichen Managementlehre und betrachtet die nachhaltige Entwicklung als biologische Transformation des Wertschöpfungssystems.
Die ‚Ware’ als Wissenschaftsbegriff ist physikalisch ein zugleich bio-ökonomischer Grundbegriff zur Nachhaltigen Wirtschaftslehre, der im ökonomischen Gesamtwert Ökosystemdienstleistungen und sonstige nicht monetarisierbaren Grundlagen lebensdienlichen Wirtschaftens einschließt: Beispielsweise sind Luft und Wasser keine geeigneten Handelswaren im Dienste von Nachhaltigkeit. In den Wirkungszusammenhängen geht die Warenwissenschaft von der Natur als grundlegende ökonomische Kategorie aus. Wirtschaft wird als Teilsystem der Natur verstanden und nicht umgekehrt, als Oberbegriff ist deshalb 'Ware' umfassender als ‚Produkt’ oder ‚Gut’; in sozialwissenschaftlicher Terminologie werden Wasser und Luft als 'öffentliche Güter' angesehen. Der Stoffwechsel mit der Natur interagiert stets mit Strömen von Geld und Waren, im „gesellschaftlichen Stoffwechsel“ betrifft die Warenlehre die Wirtschaftsphysiologie.

## Begriffe der Warenlehre
Wegen der Entmaterialisierungstendenzen der Realökonomie ist die strikt materielle Auffassung von „Ware“, so wie sie – auch noch wirtschaftswissenschaftlich – tradiert wird, de facto überholt. Zur Funktionalität sind der Informations- und Energienutzen wesentlicher als das Material. In der Warenlehre geht es um die Substanz der Wirtschaft.
Die Begriffe Ware, Gut und Produkt sind aufgrund der unterschiedlichen Betrachtungshorizonte von Biosphäre, Gesellschaft und Markt nicht synonym. Deren Unterscheidung beruht insbesondere auf:
- der Unterscheidung von Ware und Produkt, d. h. von Bedürfnis (Biokybernetik) und Bedarf (Kaufkraft auf Märkten);
- der Unterscheidung von Ware (die Wirkung: Bedürfnisbefriedigung) und Gut (die Leistung: Tausch);
- dem Gesamtblick in der Warenlehre (die Ware als Oberbegriff ist der Gegenstand des Wirtschaftens).

Die ganzheitliche Bedeutung der Kategorie „Ware“ hat als Begriff im Englischen keine Entsprechung.
Im anglo-amerikanischen Sprachraum ist die wissenschaftliche Tradition und Weiterentwicklung der Warenkunde/Warenlehre nicht vertreten. Technologie ist nicht gleichbedeutend mit englisch „technology“. Der anglo-amerikanische Begriff „commodities“ (frz.: „commodité“, von lat.: „commoditas“) reduziert die Bedeutung von Ware auf die Käuflichkeit. Aufgrund von Verengungen am ökonomischen Denkrahmen wendet sich die sozialwissenschaftliche Kritik gegen die Kommodifizierung allen Lebens. Biologievergessenheit wird seitens der Kulturethologie bemängelt. Das Verstehen der Zusammenhänge von Ware und Wirtschaft als Ganzes setzt naturwissenschaftliches Wissen voraus.
Die aus der Warenkunde als Disziplin der Gebrauchswerte hervorgegangene Warenwissenschaft betrachtet das Phänomen „Ware“ interdisziplinär in den evolutionären Wechselwirkungen von Technik, Wirtschaft und Umwelt. Sie reflektiert die sozialen, ökonomischen wie auch ökologischen Hintergründe der Genese von „Ware“. Deren Ontologie ist eine sozialökologische Verschränkung aus Materie, Energie und Information.
Wesentlich ist, dass die systemtheoretische Auffassung von „Ware“ unter dem Paradigma der Nachhaltigkeit viel umfassender ist wie die strikt warenwirtschaftliche Begriffsbestimmung. Aus der Sicht der Evolutionsökonomik sind die „Waren“ exosomatische Strukturen eines größeren Ganzen, der Bioenergetik und Ökonomie des Lebendigen. Die „ökologische Modernisierung“ zielt in den planetaren Grenzen der Geosoziologie auf eine tragfähige Koevolution der Gesellschaft und deren Technosphäre mit der Biosphäre.
Die Warenlehre ist für die physischen Grundlagen der ökologischen Ökonomie von Bedeutung. Das sozialökologische Umweltproblem ist ein Problem zunehmender Entropie, insbesondere ein bioökonomischer Mangel an Information (Negentropie). Als physischer Zustand niedriger Entropie ist die Ware das ökonomische Äquivalent zum Geld. In der Theorie der Warenwissenschaft ist die Allgemeine Systemtheorie bei Verbindung von Thermodynamik, Evolutionsbiologie und Wirtschaft grundlegend. Die im Querschnittswissen naturwissenschaftlich orientierte Warenlehre ist Entwicklung eines Hauptstücks aristotelischer Ökonomik.

### Zur Genealogie der Warenwissenschaft
Die Wurzeln der Warenlehre, Teil einer praktischen Kunst guten und richtigen Wirtschaftshandelns, reichen in die antik-aristotelische Tradition der Ökonomik zurück. Aristoteles gilt als Begründer einer wissenschaftlichen Biologie und als Vater der politischen Wissenschaften und der Ökonomie. Gute Lenkung lebensdienlicher Mittel galt als eine traditionell ärztliche Aufgabenstellung (lat. ‚dispositio‘, für griech. ‚oikonomia‘). Neuzeitliche Konzeption spiegelt die Verbindung von „Medizin, Manufacturen und Commerzien“ bei Leibniz und deren enzyklopädische Fortentwicklung zur „Naturgeschichte, Technologie und Warenkunde“ bei Beckmann.
Anfänge enzyklopädischer Erfassung des Warenwissens gehen auf das 17. Jahrhundert zurück, bei ordentlicher Kenntnis noch allgemeine „Materia medica“ und gleichsam deren Mutter die Technologie. Im 18. Jahrhundert wurde unter „Enzyklopädie“ zunehmend als ein System der Wissenschaften verstanden, ein deutschsprachiges Standardwerk war „Der Krünitz“. Es war eine von der Aufklärung geprägte Idee, das Warenwissen zu verbreiten, um es zum Wohle der Menschheit nutzbar zu machen. Der kulturtechnische Beginn der Warenkunde/Warenlehre fällt in die Epoche der Physiokratie, welche in der Natur die Quellen wirtschaftlichen Vermögens sah. Wissenschaftsgeschichtlich und wissenschaftstheoretisch steht das warenwissenschaftliche Fach im Kontext der Physikalischen Ökonomie, welche als Göttinger „Professor für Weltweisheit“ Johann Beckmann in „Theoria cum praxi“ von Leibniz ableitete und nach dem Vorbild von Linné ordnete. Das Fach hat die naturwissenschaftliche und ökonomische Perspektive der Ware zugleich im Blick und ist seit der Regentin Maria Theresia im kaufmännischen Schulwesen Österreichs tradiert.
Mit Änderung der österreichischen Rechtsvorschriften für die Lehrpläne an Handelsakademien und Handelsschulen wurde die „Warenlehre“ als integrativer Bestandteil von „Naturwissenschaften“ verordnet und wird im Schulabschlussjahr zu „Technologie, Ökologie und Warenlehre“ zusammengefasst (BGBl. II Nr. 209/2014).
Seit der im Oktober 2012 erfolgten Schließung des warenwissenschaftlichen Instituts an der Wiener Wirtschaftsuniversität fehlt ein didaktisches Heimatinstitut auf akademischem Boden. Die warenwissenschaftliche Thematik hat, ohne dass ein gemeinsamer Begriff der „Wirtschaft“ Ökonomik und Chrematistik verband, ihre Ursprünge im naturwissenschaftlich-medizinischen Vorfeld der politischen Ökonomie, ehe sich im „ökonomischen Diskurs“ die gewerbliche Ausrichtung mehrte. Als für Grundsatzfragen offenes Wirtschaftsfach ist daraus im „Wiener Geist“ Leopoldinischer Bildungspolitik ein spezifisch österreichisches Kulturgut geworden, das drei Jahrhunderte überdauerte, wie ähnlich die „Wiener Zeitung“. Die Leopoldina hat historisch mit der Warenlehre eine naturwissenschaftlich-medizinische Gemeinsamkeit.
Als eine der drei Hauptwissenschaften im Kanon der Wirtschaftsfächer fehlt bis dato die Eingliederung der Lehre von den Objekten der Wirtschaft, wiewohl dies bereits von Carl Günther Ludovici (1752) und Johann Michael Leuchs (1804) eingemahnt wurde. Von der physiokratisch verstandenen „Warenkunde“, der naturwissenschaftlichen Warenwissenschaft, löste sich die kaufmännische Warenlehre als Warenwirtschaftslehre. In der Berufsbildung an den polytechnischen Schulen folgte im 19. Jahrhundert die Warenkunde strikt materieller Orientierung. Die Warenwissenschaft war eine Thematik von Chemie und Pharmakognosie. Ab den Dreißigerjahren des Zwanzigsten Jahrhunderts kam mit der Physiologie die warenwissenschaftliche Theoriefindung funktional in Gang. Mit den Fortschritten der Naturwissenschaften kamen Physik und Biologie für die Warenwissenschaft grundlegend hinzu. Die Schließung warenwissenschaftlicher Institute schlägt sich im Fehlen eines zeitgemäßen Standardwerks zur Ordnung der umfangreichen und komplexen Literatur nieder.